# 강혜정의 강혜파워
《강혜정의 강혜파워》는 KBS 쿨FM(수도권 FM 89.1MHz)에서 매주 월요일~금요일 밤 9시에 방송 중인 라디오 예능 프로그램이다.

## 개요
방송인 김경란의 스케줄 문제로 종영된 《경란파워》 후속으로 신설됐다.
KBS 라디오본부 측이 2025년 3월 31일 공식 보도 자료를 통해 공식 편성했음을 미리 밝혔었다.

## DJ
- 1대 : 모델 강혜정 - 2025년 4월 7일 ~ 현재

## 코너

### 평일
- 검색퀴즈
- 출석체크
- 드디어 신청곡 받습니다
- 주간 강혜정
- 월뮤페 퀴즈
- 펫 비타민

### 평일 코너 (2, 3부)

#### 월요일
- 펫 비타민
- 오늘은 동심
- 평일 플레이리스트 퀴즈

#### 화요일
- 사투리 퀴즈
- 뒤북인가요

#### 수요일
- 전주 들어갑니다
- 댓글 따라따라와

#### 목요일
- 케니퐝[2]
- 키보드 워리어

#### 금요일
- 릴레이 퀴즈
- 안무 복사기

## 동시간대 관련 경쟁 프로그램
- 윤태진의 FM 데이트 (MBC FM4U)